# Orphan
Orphan è un film horror del 2009 diretto da Jaume Collet-Serra.
Tra gli interpreti principali figurano Vera Farmiga, Peter Sarsgaard e la giovane Isabelle Fuhrman. Il film si ispira alla storia della criminale Barbora Skrlova, affetta da una malattia molto simile a quella della protagonista della pellicola.

## Trama
2009. Il matrimonio di Kate e John Coleman è teso dopo la morte prematura della loro terza figlia, Jessica; la perdita è particolarmente dura per la madre, un'alcolizzata in via di guarigione. La coppia decide di adottare dall'orfanotrofio locale una bambina russa di 9 anni, Esther Albright, e vengono informati che la famiglia di quest'ultima è morta in un incendio. La nonna paterna, Barbara, la accoglie calorosamente e Max (la seconda figlia di 5 anni di Kate e John, sordomuta) crea un legame con lei quasi immediatamente; invece, il figlio di 11 anni, Daniel, si comporta fin da subito in modo freddo nei confronti di Esther e per questo viene preso in giro dai compagni di scuola. Una notte, dopo aver parlato di come sono cambiate le cose da quando la ragazza è entrata nelle loro vite, John e Kate iniziano ad avere un rapporto sessuale, prima che Esther li interrompa. Kate diventa sospettosa quando quest'ultima esprime molta più conoscenza del sesso di quanto ci si aspetterebbe da una bambina della sua età, ma John teorizza che potrebbe averlo imparato a scuola o dai suoi precedenti genitori adottivi. Più tardi, Esther dimostra un comportamento violento, uccidendo un piccione ferito da Daniel con un proiettile a vernice e spingendo dallo scivolo una prepotente compagna di classe al parco giochi, sotto gli occhi di Max, alimentando con ciò ancor più i sospetti di Kate.
Suor Abigail, che gestisce l'orfanotrofio, visita la famiglia e avverte Kate e John di altri tragici eventi che riguardano Esther. Più tardi, quest'ultima attira in un tranello Suor Abigail spingendo Max sulla strada e facendola quasi investire dalla suora al volante. Preoccupata, la donna si precipita a controllare la bambina ed è allora che Esther le si avvicina e la colpisce in testa con un martello, trascinandola poi lontano dalla strada, dove la finisce a martellate; spinge quindi il suo corpo in un fosso e nasconde le prove nella casa sull'albero di Daniel. Egli, nascosto tra le rocce a spiarle, nota Max e Esther scendere dalla casa sull’albero, e quella notte quest'ultima lo sorprende in camera sua mentre dorme, minacciandolo di tagliargli i genitali (evidentemente la bambina si era accorta che il fratello la spiava) se oserà dire qualcosa ai genitori, lasciando il giovane terrorizzato. Mentre Kate si convince ulteriormente che il comportamento di Esther è troppo strano, John suggerisce alla ragazzina che potrebbe fare qualcosa di carino per la moglie. Ella allora le porta un mazzo di rose bianche prese intenzionalmente dalla tomba di Jessica, facendo molto arrabbiare Kate. Più tardi quella notte, Esther si rompe di proposito il braccio con una pressa in garage e incolpa la madre. Il giorno successivo, la ragazza rilascia il freno a mano dell'auto con Max all'interno e la vettura scivola in strada, bloccandosi poi grazie a un cumulo di neve. Quando Esther fa notare la bottiglia di vino che ha trovato in cucina, John e la terapista di Kate, la dottoressa Browning, suggeriscono che la donna ritorni in riabilitazione, poiché l'uomo minaccia di divorziare da lei se si rifiutasse. Kate in seguito scopre che Esther proveniva da un ospedale psichiatrico in Estonia e l'orfanotrofio di quest'ultima sostiene di non avere alcuna informazione sul passato di lei.
Quando Daniel viene a sapere della morte di Suor Abigail da Max, perquisisce la casa sull'albero, ma Esther la incendia, facendo cadere il fratello che si ferisce gravemente e perde conoscenza. La ragazza tenta poi di ucciderlo con un masso, ma Max riesce a impedirlo. Mentre Daniel è in ospedale, Esther cerca di soffocarlo con un cuscino, ma egli sopravvive e viene rapidamente rianimato dai dottori. Kate, i cui sospetti sono stati confermati, ne ha abbastanza e la colpisce, ma viene fisicamente trattenuta e sedata. Quella notte, John torna a casa con Max ed Esther, e affranto si ubriaca. La ragazza vestita e truccata tenta poi di sedurlo, ma lui minaccia di rimandarla all'orfanotrofio per il suo comportamento.
All'ospedale, Kate viene contattata dal dottor Värava del Saarne Institute, il quale le racconta che Esther è in realtà una donna di 33 anni di nome Leena Klammer. Soffre di ipopituitarismo, un raro disturbo ormonale che ha bloccato la sua crescita fisica causandole un nanismo proporzionato e armonico, successivamente ha passato la maggior parte della sua vita a fingersi una bambina. Leena ha ucciso almeno sette persone, e anche l'ultima famiglia che l'ha adottata, dopo aver fallito nel sedurre il padre adottivo. I nastri che Esther indossa intorno ai polsi e al collo nascondono le cicatrici lasciate da una camicia di forza che portava nell'ospedale psichiatrico. Nel frattempo, Leena si toglie il travestimento e accoltella John a morte, con Max che assiste al delitto. Dopo che Kate si precipita a casa, Leena prende una pistola e tenta di spararle, ferendole il braccio. Max cerca così rifugio nella serra. Leena si aggira in casa e Kate cerca di nascondersi all'esterno del lucernario. Dopo che la ragazza inizia ad aprire il fuoco contro Max, Kate inizia a urlare e si espone a Leena che cerca di spararle, ma la donna sfonda il tetto e atterra su di lei.
Mentre quest'ultima e Max se ne vanno e la polizia arriva, Leena attacca Kate vicino a uno stagno ghiacciato, allontanando la pistola dalla donna e scagliandola sul ghiaccio. Max cerca di sparare a Leena, ma frantuma il ghiaccio: quest'ultima e Kate cadono così in acqua. La donna riesce ad uscire, con Leena aggrappata alle sue gambe. La ragazza, in un ultimo disperato tentativo, "supplica" Kate di salvarla mentre nasconde un coltello dietro la schiena, ma quest'ultima, indifferente alle sue parole, la uccide con un calcio violento, spezzandole il collo. Leena sprofonda così esanime nello stagno ghiacciato, mentre la polizia porta in salvo Kate e Max.

## Produzione
Il film è stato girato principalmente nelle città canadesi di St. Thomas, Toronto, Port Hope e Montreal. Il budget speso per la produzione è ammontato a circa 20 milioni di dollari.

## Distribuzione
Il film è uscito nelle sale statunitensi in 24 luglio 2009, mentre in Italia è stato distribuito a partire dal 16 ottobre dello stesso anno.

## Finale alternativo
Nei contenuti extra dell'edizione DVD e Blu-ray, oltre a varie scene inedite, è presente anche un finale alternativo, in cui Esther invece di inseguire Kate verso il laghetto ghiacciato torna in camera sua, dove si trucca e si veste nuovamente da bambina in modo da ingannare la polizia, appena entrata in casa.

## Controversie
In concomitanza con l'uscita del film nelle sale statunitensi, la pellicola sollevò polemiche a causa dei temi trattati. Molte associazioni pro-adozione accusarono la pellicola di diffondere paure e falsi stereotipi riguardo all'adozione, sostenendo che questo possa togliere possibilità ai bambini in attesa di una famiglia. Le dure contestazioni portarono diverse associazioni per la protezione dell'infanzia abbandonata ad invitare il pubblico statunitense a boicottare il film.
Le associazioni pro-adozione contattarono il presidente della Warner Bros., Barry Meyer, chiedendogli di eliminare dal film la frase che Esther dice al padre adottivo: «Non è facile amare un figlio adottivo quanto un figlio naturale». Inoltre fu chiesto che parte degli incassi del film andassero ad orfanotrofi bisognosi e che alla fine del film venisse aggiunto un messaggio pro-adozione.

## Accoglienza

### Incassi
A fronte di 20 milioni di dollari spesi per la sua produzione, il film ne ha incassati 78,3 milioni al botteghino.

### Critica
Secondo l'aggregatore di recensioni Rotten Tomatoes, Orphan ha ottenuto il 56% di apprezzamenti e un voto di 5,57 su 10 sulla base di 154 recensioni. Secondo Metacritic il film ha invece ottenuto un voto di 42 su 100 sulla base di 25 recensioni.

## Prequel
Nel 2020 è stata annunciata la produzione di un prequel del film, intitolato Orphan: First Kill, diretto da William Brent Bell (il quale ha incluso nel suo cast l'attrice Julia Stiles), in cui l'attrice Isabelle Fuhrman è tornata ad interpretare il personaggio di Esther. Il film è uscito in italia il 18 maggio 2023.

## Riconoscimenti
- 2010 - Festival internazionale del cinema fantastico di Bruxelles
  - Corvo d'oro a Jaume Collet-Serra